# あなたになら言える秘密のこと
『あなたになら言える秘密のこと』（The Secret Life of Words）、は2005年制作のスペイン映画。スペインで制作されたが、全編英語である。原題は「言葉に秘められしもの」という意味で、日本人が一般的に考えるLifeとは用いられ方が異なる。基本的にはラブストーリーであるが、ハンナの告白内容は賛否の分かれるところであり、幼い子供や家族と一緒に鑑賞する際は注意する必要がある。

## ストーリー
イギリスのとある街にある工場で働くハンナは、働き者ではあるが誰とも口を利かず、孤独な毎日を送っていた。彼女の過去は誰も知らない。時々どこかに電話をかけるが、相手が出ても何も話さずに切ってしまう。全く休まないハンナを見た上司は、彼女に無理にでも休暇を取るように勧め、ハンナはある港町にやって来る。しかし休暇など欲しくなかった彼女はとりたててすることもない。
そんな時に入った中華料理屋で、至急看護師が欲しいと携帯で話す男を見かけ、ハンナは自分は看護師だと告げる。ある海底油田掘削所で火事が起こり、重傷を負った男性を看護する人が必要だという。ハンナはすぐにヘリコプターで採掘所に向かう。
患者のジョゼフは重度の火傷を負っており、さらに火事のせいで一時的に目が見えなくなっていた。火の中に飛び込んで自殺した男を助けようとして重傷を負ったとハンナは聞かされる。
ハンナは黙々とジョゼフを看護する。ジョゼフは時には強引に、時には冗談を交えて何とかハンナ自身のことを聞き出そうとする。そんなジョゼフや、採掘所で働く心優しいコックのサイモンに、徐々にハンナは心を開いていく。

## キャスト
※括弧内は日本語吹替
- ハンナ - サラ・ポーリー（甲斐田裕子）
- ジョゼフ - ティム・ロビンス（堀内賢雄）
- サイモン - ハビエル・カマラ（佐久田修）
- ヴィクター - エディ・マーサン（石住昭彦）
- シュリッツァー医師 - スティーヴン・マッキントッシュ（横堀悦夫）
- マーティン - ダニエル・メイズ
- インゲ - ジュリー・クリスティ（北條文栄）
- ジョゼフの友人の妻 - レオノール・ワトリング